# Mel Hupfeld
O Marechal do ar Melvin Ernest Glanville Hupfeld é um oficial sênior da Real Força Aérea Australiana. Ele serviu como Comandante Aéreo da Austrália de 2012 a 2014 e foi o Chefe do Grupo de Desenvolvimento de Capacidades (2015–16), antes de ser nomeado  Vice-Chefe do Grupo da Força de Defesa (2016–18). Ele foi promovido a marechal da Força Aérea e feito Chefe de Operações Conjuntas em maio de 2018, e sucedeu ao Marechal da Aeronáutica Leo Davies como Chefe da Força Aérea em julho de 2019.

## Início da vida e educação
Hupfeld nasceu em Sydney, Nova Gales do Sul, em 7 de março de 1962, e ingressou na Real Força Aérea Australiana como oficial cadete em 1980.  Ele terminou seu treinamento em 1983, ganhou o 'Prêmio de vôo' e se formou como bacharel de licenciatura em Ciências. Ele completou um mestrado em Estudos de Defesa no King's College de Londres em 1997.

## Carreira
Durante a carreira de Hupfeld, ele pilotou o Dassault Mirage III e o McDonnell Douglas F/A-18 Hornet voando principalmente com o Esquadrão N.º 3 da RAAF. Hupfeld foi premiado com a Cruz de Serviço Distinto em 27 de novembro de 2003 por seu comando do Esquadrão N.º 75 da RAAF durante a Operação Falconer, e o esquadrão foi premiado com a Menção de Unidade Meritória. 
Hupfeld comandou várias unidades da RAAF durante sua carreira, incluindo Esquadrão N.º 75 da RAAF,Unidade de Conversão Operacional N.º 2 da RAAF Asa N.º 81 da RAAF e Grupo de Combate Aéreo da RAAF. Ele mudou-se para o Grupo de Desenvolvimento de Capacidades como Head Force Design , em setembro de 2014,  antes de ser nomeado o Chefe Interino do Grupo de Desenvolvimento de Capacidade no final de 2015 e, em seguida Head Force Design no Grupo das Forças de Defesa de 2016. 
Hupfeld foi promovido a marechal da Força Aérea e nomeado Chefe de Operações Conjuntas em 24 de maio de 2018.  Ele sucedeu ao Marechal da Aeronáutica Leo Davies como Chefe da Força Aérea em 3 de julho de 2019.
Hupfeld foi nomeado Ordem Nacional do Mérito (França) pelo governo francês em 15 de fevereiro de 2021. O prêmio reconheceu sua contribuição para a cooperação militar australiana-francesa bilateral, mais notavelmente "na luta contra Daesch no Oriente Médio e em .. . Operações combinadas de defesa e segurança no Pacífico Sul "como Chefe de Operações Conjuntas.

## Vida pessoal
Hupfeld é casado com Louise e seus interesses incluem ciclismo, corrida, pesca, aeronaves leves, asa-delta e vela.